# Eleições legislativas na República Checa em 1998
As eleições legislativas checas de 1998 foram realizadas entre os dias 19 e 20 de junho para renovar a totalidade de assentos da Câmara dos Deputados da Chéquia. Tais eleições foram antecipadas após o governo minoritário liderado pelo ex-primeiro-ministro Václav Klaus atravessar uma crise política dentro do Partido Democrático Cívico (ODS) que acarretou no rompimento da coalizão governista por ODS e Partido Social-Democrata Tcheco (ČSSD) e na convocação de novas eleições para junho de 1998, dois anos antes da data prevista à época para o próximo pleito, em 2000.
Nenhum dos partidos políticos logrou alcançar a maioria absoluta. No entanto, o ČSSD foi o mais votado do pleito, obtendo 32.31% dos votos válidos e elegendo 74 deputados, 13 a mais em comparação às eleições de 1996. Por sua vez, o Partido Democrático Cívico (ODS) ficou na 2.ª colocação da disputa após obter 27.74% dos votos e eleger 63 deputados, 5 a menos do que nas eleições anteriores. O Partido Comunista da Boêmia e Morávia (KSČM) e a União Cristã e Democrata - Partido Popular Checoslovaco (KDU-ČSL), terceira e quarta forças políticas do país, respectivamente, conseguiram obtiveram votações suficientes para expandir ligeiramente suas bancadas parlamentares, totalizando somados 44 deputados.
Por fim, a União da Liberdade - União Democrática (UNIE), partido fundado naquele mesmo ano, obteve uma votação significativa  que permitiu-lhe ultrapassar a cláusula de barreira fixada em 5% dos votos válidos nacionais e elegeu uma substantiva bancada parlamentar composta por 19 deputados. O comparecimento do eleitorado checo às urnas neste pleito foi de 73.86%, ligeiramente inferior ao observado nas eleições de 4 anos atrás.

## Resultados eleitorais
| Partido                           | Partido                                                 | Votos     | %     | Cadeiras | +/–  |
| --------------------------------- | ------------------------------------------------------- | --------- | ----- | -------- | ---- |
|                                   | Partido Social-Democrata Tcheco                         | 1 928 660 | 32.31 | 74       | 13   |
|                                   | Partido Democrático Cívico                              | 1 656 011 | 27.74 | 63       | 5    |
|                                   | Partido Comunista da Boêmia e Morávia                   | 658 550   | 11.03 | 24       | 2    |
|                                   | União Cristã e Democrata - Partido Popular Checoslovaco | 537 013   | 8.99  | 20       | 2    |
|                                   | União da Liberdade - União Democrática                  | 513 596   | 8.60  | 19       | Novo |
|                                   | Demais partidos políticos                               | 675 675   | 11.33 | 0        | 0    |
| Total de votos válidos            | Total de votos válidos                                  | 5 969 505 | 99.58 | –        | –    |
| Votos inválidos (brancos e nulos) | Votos inválidos (brancos e nulos)                       | 25 339    | 0.42  | –        | –    |
| Total de votos registrados        | Total de votos registrados                              | 5 994 844 | 100   | –        | –    |
| Eleitorado apto a votar           | Eleitorado apto a votar                                 | 8 116 836 | 73.86 | –        | –    |